# Isortoq
Isortoq (äldre grönländsk stavning: Isertoq) är en bygd i Sermersooqs kommun i före detta amtet Tunu på sydöstra Grönland. Den ligger cirka 100 kilometer väster om Tasiilaq, och har cirka 79 invånare (2015).
Bygden ligger på en flat och karg ö med samma namn. Den ligger bara någon mil från det grönländska "fastlandets" branta isvägg, och expeditioner som ska ut på inlandsisen utgår ofta härifrån.